# Apex Legends
Apex Legends é um jogo eletrônico de tiro em primeira pessoa free-to-play do gênero battle royale desenvolvido pela Respawn Entertainment e publicado pela Electronic Arts. Foi lançado para Microsoft Windows, PlayStation 4 e Xbox One em fevereiro de 2019, para Nintendo Switch em março de 2021 e PlayStation 5 e Xbox Series X/S em 2022, com todos suportando multijogador multiplataforma. Uma versão para dispositivos móveis Android e iOS foi lançado em maio de 2022, tendo sido cancelado em janeiro de 2023, com o desligamento de seus ser.vidores planejado para 1º de maio do mesmo ano. O jogo oferece suporte a jogabilidade multiplataforma.
Em Apex Legends, antes de uma partida, os jogadores formam esquadrões de dois ou três jogadores e selecionam personagens predefinidos com habilidades distintas, conhecidos como "Lendas". O jogo possui dois modos.
Apex Legends se passa no mesmo universo de ficção científica da série Titanfall da Respawn Entertainment, com vários personagens desta série aparecendo como personagens secundários ou lendas jogáveis. O desenvolvimento do jogo começou por volta do final de 2016, embora o projeto tenha permanecido em segredo até o seu lançamento. O lançamento do jogo em 2019 foi uma surpresa, já que até aquele ponto se presumia que a Respawn Entertainment estava trabalhando em um terceiro título da franquia Titanfall, o jogo principal anterior do estúdio. Apex Legends recebeu avaliações positivas da crítica, que elogiou sua jogabilidade, sistema de progressão e fusão de elementos de vários gêneros. Alguns o consideraram um competidor digno de outros jogos do gênero battle royale. Apex Legends ultrapassou 25 milhões de jogadores no final de sua primeira semana e 50 milhões no primeiro mês. Até abril de 2021, o jogo tinha aproximadamente 100 milhões de jogadores registrados.

## Desenvolvimento
A Respawn Entertainment criou anteriormente Titanfall (2014) e sua sequência Titanfall 2 (2016), enquanto um estúdio independente; A Electronic Arts apoiou a publicação destes títulos e, em 2017, adquiriu a Respawn. Ambos os jogos Titanfall foram elogiados criticamente e tiveram seguidores fortes, mas não alcançaram métricas de vendas significativas. Enquanto a Respawn começou a trabalhar em um potencial jogo do Titanfall 3, eles estavam assistindo a paisagem da comunidade de jogos por volta de 2017, quando PlayerUnknown’s Battlegrounds (PUBG) começou a decolar e popularizar o gênero Battle Royale. A Respawn já havia testado os conceitos do Titanfall em um formato de jogo de sobrevivência que eles achavam que funcionava bem, e começou a experimentar com esses conceitos em uma estrutura de battle royale, embora percebesse rapidamente que ter os Titãs pilotáveis (grande mecha) seria altamente desvantajoso para aqueles a pé battle royale, e em vez disso focado na criação de classes de personagens fortes que se encaixam no universo de Titanfall. Além disso, a Respawn queria buscar um jogo que aproveitasse as possíveis receitas em liberdade para jogar, e surgiu com o conceito de Apex, colocando a maior parte do esforço do estúdio para fazer um lançamento inicial forte e renunciando ao desenvolvimento de um Titanfall 3. A EA tem ceticismo nessa abordagem e considera arriscado, de acordo com Drew McCoy, da Respawn, mas o sucesso de Fortnite Battle Royale mostrou que tais abordagens eram possíveis. Em um movimento único para a EA, a Respawn manteve o desenvolvimento da Apex Legends como um segredo até o seu anúncio; McCoy afirmou que queriam que os jogadores formassem suas próprias opiniões sobre o jogo em vez de fóruns on-line, encorajando os jogadores a experimentar o jogo, em vez de confiar em marketing e outros conteúdos promocionais de pré-lançamento.
Apex Legends é inspirado por vários jogos de tiro da última década: Halo e Destiny da Bungie, que incorporaram envolventes sistemas de combate com uma narrativa em evolução, Tom Clancy's Rainbow Six Siege da Ubisoft, que demonstrou o uso de classes únicas para mudar dinamicamente uma fórmula simples, e Overwatch da Blizzard Entertainment para refinar o conceito de um hero-shooter.
Antes do lançamento, McCoy confirmou os planos para implementar o jogo entre plataformas no Apex Legends no futuro. Embora isso seja planejado, o progresso cruzado e as compras cruzadas não são possíveis devido a limitações de hardware. McCoy também afirmou que eles também gostariam que Apex Legends viesse para o iOS, Android e Nintendo Switch, embora isso não esteja planejado.
Em junho de 2020, durante o EA Play Live, a Electronic Arts e a Respawn Entertainment, confirmaram que Apex Legends seria lançado para Nintendo Switch e que iria receber suporte a jogabilidade multiplataforma entre todas as plataformas.

## Recepção
Após o seu lançamento, Apex Legends recebeu "avaliações geralmente favoráveis" de acordo com o agregador de resenhas Metacritic, registrando uma nota média de 89/100 para a sua versão de PlayStation 4. Oito horas após o seu lançamento, o jogo ultrapassou um milhão de jogadores únicos, e alcançou 2,5 milhões de jogadores únicos em 24 horas. Em três dias, o jogo teve mais de 10 milhões de jogadores únicos, com um pico de um milhão de jogadores simultâneos. Em 11 de fevereiro, uma semana após o lançamento, ele alcançou 25 milhões de jogadores únicos, e "muito acima" de 2 milhões de jogadores de pico simultâneos.
Apex Legends foi anunciado em 4 de fevereiro de 2019, na segunda-feira antes de a EA reportar seus últimos resultados financeiros trimestrais, o que não atendeu às expectativas e fez com que o valor das ações da EA caísse 13% no dia seguinte. No entanto, conforme as notícias e a popularidade de Apex Legends se espalharam, os analistas consideraram o jogo como algo que desafiava o domínio de Fortnite Battle Royale, e na sexta-feira, 8 de fevereiro de 2019, a EA registrou o maior crescimento no valor das ações desde 2014, baseado no sucesso repentino de Apex Legends.

### Prêmios e indicações
| Ano  | Prêmio                           | Categoria                                                                  | Resultado | Ref           |
| ---- | -------------------------------- | -------------------------------------------------------------------------- | --------- | ------------- |
| 2019 | Japan Game Awards                | Prêmio de Excelência                                                       | Venceu    | [ 23 ]        |
| 2019 | Golden Joystick Awards 2019      | Melhor Jogo Multiplayer                                                    | Venceu    | [ 24 ] [ 25 ] |
| 2019 | Golden Joystick Awards 2019      | Ultimate Jogo do Ano                                                       | Indicado  | [ 24 ] [ 25 ] |
| 2019 | The Game Awards 2019             | Melhor Jogo em Andamento                                                   | Indicado  | [ 26 ] [ 27 ] |
| 2019 | The Game Awards 2019             | Melhor Suporte à Comunidade                                                | Indicado  | [ 26 ] [ 27 ] |
| 2019 | The Game Awards 2019             | Melhor Jogo de Ação                                                        | Indicado  | [ 26 ] [ 27 ] |
| 2019 | The Game Awards 2019             | Melhor Jogo Multiplayer                                                    | Venceu    | [ 26 ] [ 27 ] |
| 2020 | Visual Effects Society Awards    | Excelência em Animação de Personagem em um Comercial (Meltdown and Mirage) | Indicado  | [ 28 ]        |
| 2020 | D.I.C.E. Awards 2020             | Jogo On-line do Ano                                                        | Venceu    | [ 29 ] [ 30 ] |
| 2020 | NAVGTR Awards                    | Design de Costumização                                                     | Indicado  | [ 31 ]        |
| 2020 | NAVGTR Awards                    | Design de Gameplay, Novo IP                                                | Indicado  | [ 31 ]        |
| 2020 | NAVGTR Awards                    | Jogo de Ação Original                                                      | Indicado  | [ 31 ]        |
| 2020 | Pégases Awards 2020              | Melhor Jogo Internacional                                                  | Indicado  | [ 32 ]        |
| 2020 | Game Developers Choice Awards    | Melhor Tecnologia                                                          | Indicado  | [ 33 ]        |
| 2020 | SXSW Gaming Awards               | Jogo Viral do Ano                                                          | Indicado  | [ 34 ]        |
| 2020 | SXSW Gaming Awards               | Excelência em Animação                                                     | Indicado  | [ 34 ]        |
| 2020 | SXSW Gaming Awards               | Excelência em Multiplayer                                                  | Indicado  | [ 34 ]        |
| 2020 | British Academy Games Awards     | Jogo em Andamento                                                          | Indicado  | [ 35 ] [ 36 ] |
| 2020 | British Academy Games Awards     | Multiplayer                                                                | Venceu    | [ 35 ] [ 36 ] |
| 2020 | Famitsu Dengeki Game Awards 2019 | Melhor Jogo On-line                                                        | Indicado  | [ 37 ]        |
| 2020 | Famitsu Dengeki Game Awards 2019 | Melhor Jogo de Tiro                                                        | Venceu    | [ 37 ]        |
| 2020 | G.A.N.G. Awards                  | Melhor Mixagem de Áudio                                                    | Indicado  | [ 38 ] [ 39 ] |